# Åke Ulfsparre (död 1701)
Åke Ulfsparre af Broxvik, död 9 juli 1701 i Växjö, Kronobergs län, var en svensk militär och landshövding.

## Biografi
Åke Ulfsparre var son till militären Åke Ulfsparre af Broxvik och Margareta Kyle. Han blev 4 juni 1645 student vid Uppsala universitet och blev 6 juni 1655 fänrik vid Södermanlands regemente. Ulfsparre blev 6 september 1658 kapten vid Västerbottens regemente, 16 januari 1665 major och 18 maj 1667 Överstelöjtnant. Han blev 12 juli 1680 överste vid Jämtlands dragonregemente och 23 juli 1683 vice landshövding vid Gävleborgs län och Västernorrlands län. Ulfsparre blev 16 september 1687 landshövding i Kronobergs län. Han avled 1701 i Växjö och begravdes i koret i Häradshammars kyrka.

### Egendom
Ulfsparre ägde gården Jonsberg i Jonsbergs socken och Vänersnäs i Näs socken.

### Familj
Ulfsparre gifte sig första gången 31 mars 1661 i Stockholm med friherrinnan Kerstin Stake (1640–1677), dotter till generallöjtnanten Harald Stake och Magdalena Sparre af Rossvik. De fick tillsammans barnen Maria Magdalena Ulfsparre af Borxvik (död 1693) som var gift med översten Bengt Ribbing, Margareta Ulfsparre af Broxvik (död 1706) som var gift med majoren Måns Ulfsparre af Broxvik, Christina Ulfsparre af Broxvik (1666–1717) som var gift med häradshövdingen Paul Rudebeck, Hedvig Ulfsparre af Broxvik (1667–1753) som var gift med översten Carl Gustaf Hammarskjöld, Hillevi Ulfsparre af Broxvik (född 1669), Ebba Ulfsparre af Broxvik (1673–1741), Åke Ulfsparre af Broxvik (1677–1688) och Elsa Elisabet Ulfsparre af Broxvik (1675–1748) som var gift med kaptenen Göran Rosenbielke, kaptenen Johan Hierta och majoren Filip Joakim Eberhard von Ebbertz.
Ulfsparre gifte sig 18 juli 1680 med Maria Elisabet Falkenberg af Bålby (1683–1693), dotter av landshövdingen Melker von Falekenberg och Elisabet von Löben. Han gifte sig tredje gången 21 januari 1694 i Stockholm med friherrinnan Anna Elisabet Posse af Hedensund (1665–1704), dotter till presidenten Gustaf Posse af Hedensund och friherrinnan Märta Berendes.